# Colónia clonal

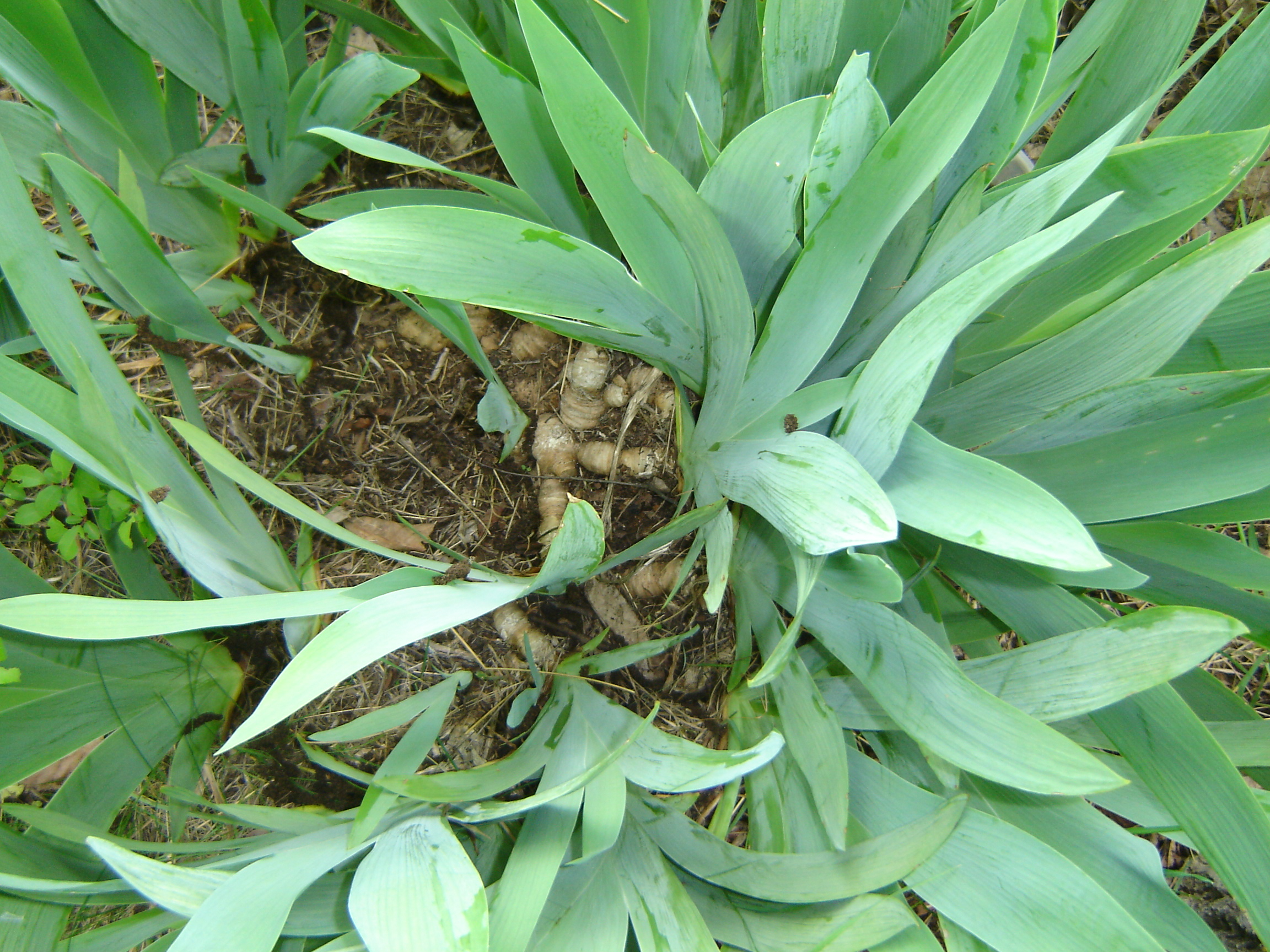
Uma colónia clonal de Iris germanica. Note-se os rizomas através do qual a planta se reproduz.

Uma colónia clonal (português europeu) ou colônia clonal (português brasileiro) é um grupo de indivíduos geneticamente idênticos, como plantas, fungos, ou bactérias, que crescem e vivem em determinado local, todos originados vegetativamente, e não sexualmente, de um único ancestral. Nas plantas, um indivíduo nessa população é designado ramet. Nos fungos, os "indivíduos" tipicamente referem-se aos corpos frutíferos ou cogumelos que se desenvolvem de um micélio comum que, embora espalhado por uma grande área, está escondido sob o solo.